# CBS
CBS Broadcasting Inc., deseori prescurtat ca CBS (o abreviere a numelui său original, Columbia Broadcasting System), este un canal comercial de radio și televiziune servind ca proprietate emblematică a diviziei CBS Entertainment a Paramount Global și este una din cele trei unități emblematice ale companiei, alături de eponimul Paramount Pictures și MTV.
Cu sediul în CBS Building în New York City și fiind parte al celor Trei Mari canale de televiziune, CBS are facilități de producții majore și operațiuni la CBS Broadcast Center și sediul proprietarului Paramount la One Astor Plaza (ambele de asemenea în acest oraș) și Television City și la CBS Studio Center în Los Angeles. Este uneori referit ca Eye Network (Rețeaua de Ochi), în referință către simbolul de autor al companiei (care a fost utilizat din 1951), și de asemenea Tiffany Network (Rețeaua Tiffany) care face aluzie la perceputa calitate înaltă a programelor sale din timpul tenurii lui William S. Paley (și se poate referi de asemenea la primele demonstrații de televiziune color ale lui CBS, care s-au demonstrat ón fostul Tiffany and Company Building în New York City în 1950).